# 中山桓公
中山桓公（？—约前350年），為戰國中山國君主之一，中山國第三任君主，他為中山武公兒子，承襲中山武公的政權。
前406年，為魏將樂羊所滅。魏文侯封太子击为中山君，派李克去治理。魏国和中山国中间有赵国阻隔，魏国不能有力控制中山，約前380年左右中山桓公恢復中山國。初定都於顧（今河北省定州市），後遷於靈壽（今河北省平山县东北），分別於前377年、前376年在房子（今河北省高邑县西南）、中人（今河北省唐县西南）兩地與趙國軍隊交戰，前369年，於南方修築長城以抵禦趙國。在位約30餘年，他接受中原文化，使中山强盛，列于诸侯。中山王即位後，追謚為桓王。
| 前任： 父中山武公 | 戰國中山國君主 前406年，約前380年－約前350年 | 繼任： 子中山成公 |